# Wizyta Jana Pawła II we włoskim parlamencie
Wizyta Jana Pawła II we włoskim parlamencie – podróż zagraniczna papieża Jana Pawła II, która odbyła się 14 listopada 2002 roku.
Wizyta odbyła się dzięki inicjatywie Piere Ferdinando Casiniego oraz wsparciu prezydenta Carlo Azeglio Ciampiego i była jedną z najkrótszych podróży zagranicznych Jana Pawła II, miała jednak historyczne znaczenia dla wzajemnych relacji Watykanu i Włoch. Po raz pierwszy w historii papież gościł w Pallazzo Montecitorio (siedziby włoskiej Izba Deputowanych), by oficjalnie przemówić do włoskich parlamentarzystów na zgromadzeniu zwyczajnym. Według Benedykta XVI było to możliwe dzięki "ugruntowaniu się pogodnej wizji relacji między Kościołem, a Państwem", przy jednoczesnej świadomości "wielce pozytywnych bodźców, jakie z tych relacji czerpały na przestrzeni czasu, zarówno Kościół, jak i państwo włoskie".
Samo wystąpienie papieskie nie ingerowało w państwowe sprawy włoskie, ale zdecydowanie nawiązywało do kwestii politycznych. Papież domagał się od katolików szukania głębokiego sensu działalności politycznej dla dobra wspólnego wszystkich obywateli. Mówił, że Włochy winny "umocnić więzi wewnętrznej solidarności i jedności". Zaznaczył, iż wyzwania stojące przed państwem demokratycznym wymagają współpracy dla realizowania dobra wspólnego. Jan Paweł II położył też nacisk na zaakcentowanie chrześcijańskiej tożsamości Europy. Wskazywał na odniesienia do dziedzictwa chrześcijańskiego w preambule Traktatu konstytucyjnego Unii Europejskiej, których ostatecznie nie włączono do tego tekstu. Przestrzegał przed różnorakimi niebezpieczeństwami relatywizmu etycznego, który według niego stanowił zagrożenie dla Europy. Poprosił też o akt łaski wobec więźniów przebywających w przepełnionych, włoskich zakładach karnych (parlament zatwierdził zainicjowane wówczas ułaskawienie dopiero 29 lipca 2006).
Wizytę pozytywnie przyjęły wszystkie siły parlamentarne. Papież, któremu, z uwagi na zły stan zdrowia, przemówienie sprawiało dużą trudność, zakończył je z trudem słowami "Niech Bóg błogosławi Włochy!".